# Edward Hastings, 2. Baron Hastings
Edward Hastings, 2. Baron Hastings (* 26. November 1466; † 8. November 1506), war ein englischer Adliger.

## Leben
Er war der älteste überlebende Sohn und Erbe des William Hastings, 1. Baron Hastings, aus dessen Ehe mit Katherine Neville, Tochter des Lordkanzlers Richard Neville, 5. Earl of Salisbury.
Anlässlich der Investitur des Prinzen Edward als Prince of Wales wurde er 1475 von König Eduard IV. zum Knight of the Bath geschlagen.
Spätestens im Februar 1480 heiratete er Mary Hungerford, 5. Baroness Botreaux (1466–1533), Tochter des Sir Thomas Hungerford und der Lady Anne Percy (Tochter des Henry Percy, 2. Earl of Northumberland). Diese hatte 1478 aus eigenem Recht den Titel 5. Baroness Botreaux geerbt und erbte 1485 zudem suo iure die Titel 2. Baroness de Moleyns und 4. Baroness Hungerford.
Noch zu Lebzeiten seines Vaters berief ihn König Eduard IV. am 15. November 1482 durch Writ of Summons ins House of Lords und verlieh ihm nach heutiger Rechtsauffassung damit den erblichen Titel eines Baron Hastings of Hungerford. Als sein Vater am 13. Juni 1483 unter dem Vorwurf des Hochverrats ohne Prozess hingerichtet wurde, fiel ihm auch dessen Titel als 2. Baron Hastings (of Hastings) zu.
1485 war er High Steward der Honour of Leicester und Constable von Leicester Castle und 1488 wurde er auf Lebenszeit zum Forester von Danewelhaye und Southwood ernannt. 1504 berief ihn König in den Kronrat.
Er starb 1506 und wurde im Kloster Blackfriars in London bestattet. Aus seiner Ehe hinterließ er eine Tochter und einen Sohn:
- Anne Hastings (1485–1550) ⚭ vor 1503 Thomas Stanley, 2. Earl of Derby;
- George Hastings, 1. Earl of Huntingdon, 3. Baron Hastings (1488–1544) ⚭ 1509 Lady Anne Stafford.